# Роденбах (Гессен)
Роденбах (нім. Rodenbach) — сільська громада в Німеччині, знаходиться в землі Гессен. Підпорядковується адміністративному округу Дармштадт. Входить до складу району Майн-Кінціг.
Площа — 16,73 км2. Населення становить 11 262 ос. (станом на 31 грудня 2020).